# Kazimierz Ołpiński
Kazimierz Ołpiński (ur. 26 lutego 1846, zm. 24 maja 1936 w Tarnowie) – powstaniec styczniowy.

## Życiorys
Pochodził z miejscowości Bobowa. Został czeladnikiem krawieckim. W wieku 17 lat brał udział w powstaniu styczniowym 1863. Walczył jako podkomendny generałów Mariana Langiewicza, Dionizego Czachowskiego i Edwarda Dunajewskiego na ziemi kieleckiej i sandomierskiej w bitwach pod Chrobrzem, pod Grochowiskami i Stefanówką. Mianowany kapralem.
Po odzyskaniu przez Polskę niepodległości (1918) w okresie II Rzeczypospolitej został awansowany do stopnia podporucznika weterana Wojska Polskiego. Zmarł 24 maja w Tarnowie.

## Odznaczenia i ordery
- Krzyż Niepodległości z Mieczami
- Krzyż Weteranów Powstania 1863 r.
- Odznaczenie śląskie